# Dietrich Peter Pretschner
Dietrich Peter Pretschner (* 1. Mai 1938 in Dessau; † 24. August 2007 in Braunschweig) war ein deutscher Mediziner, Informatiker und Hochschullehrer. Er forschte auf den Gebieten Virtuelle Medizin (speziell der Virtuellen Chirurgie), Medizinische Informationssysteme, Modellierung, Simulation, Medizinische Bildanalyse und war vor allem in der Internationalen Standardisierung im Bereich der Medizinischen Informatik tätig.

## Leben und Werk

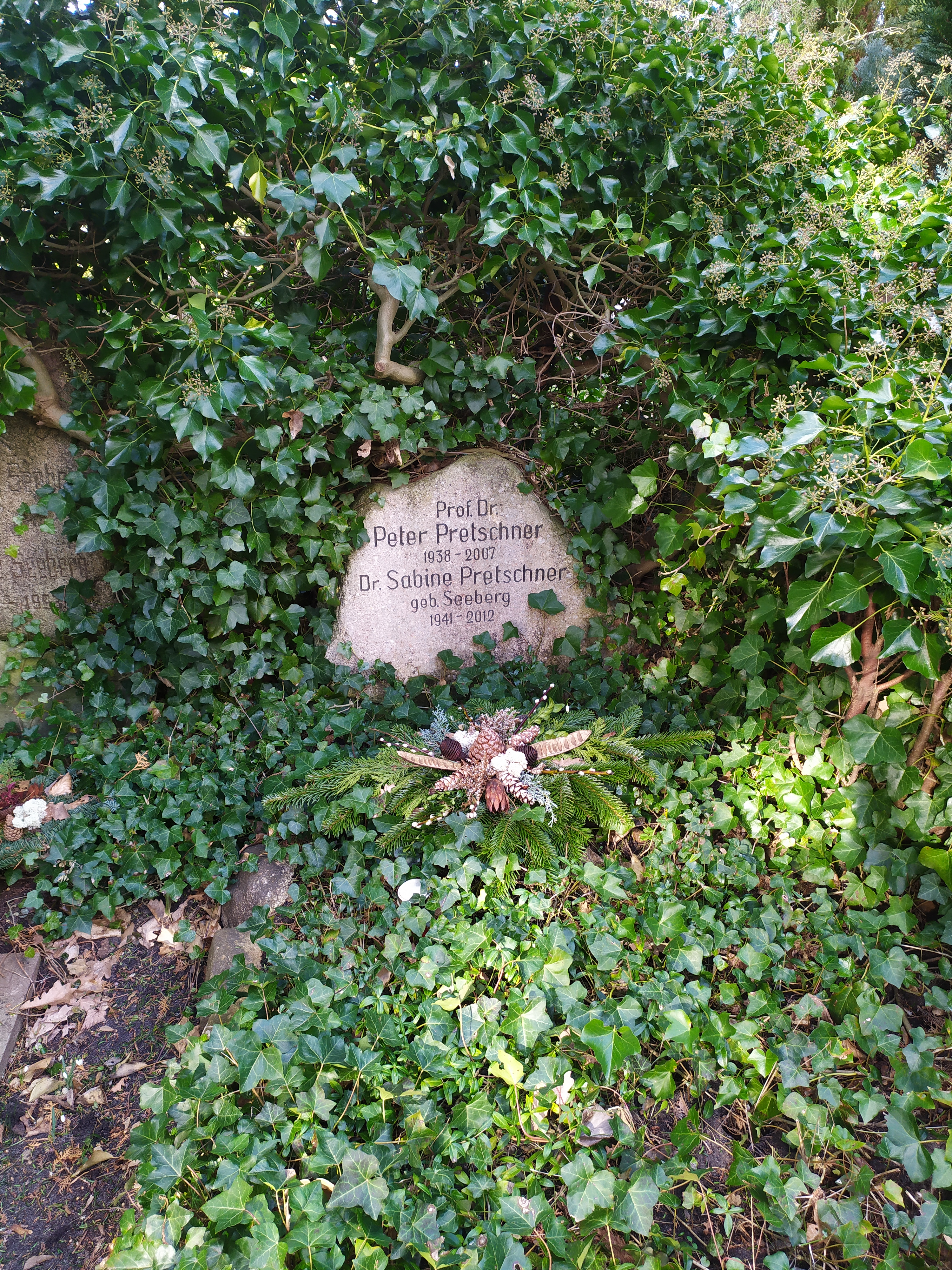
Grabstätte in Ahrenshoop

Pretschner studierte Medizin an der Universität Kiel und absolvierte nach seinem medizinischen Staatsexamen und der Promotion von 1966 bis 1973 ein Zweitstudium an der Universität Karlsruhe im Fach Elektro- und Nachrichtentechnik. Nach dem Abschluss zum Diplomingenieur war er ein Jahr als Oberassistent an der Universitätsklinik und Poliklinik für Nuklearmedizin und Radiotherapie in Zürich tätig. Von 1974 bis 1988 war er Oberarzt in der Abteilung für Nuklearmedizin und spezielle Biophysik an der Medizinischen Hochschule Hannover (MHH). Zeitgleich legte er die Facharztprüfung für Nuklearmedizin und Medizinische Informatik ab, war Strahlenschutzbeauftragter an der MHH sowie Lehrbeauftragter der Universität Heidelberg und der Technischen Universität Braunschweig. 
1987 erhielt er einen Ruf der Universität Heidelberg auf eine Professur für Medizinische Informatik, den er jedoch nicht annahm, da ihm die Einbettung der Medizinischen Informatik in die Informatik wichtig war. 
1988 gegründete und leitete er an der Universität Hildesheim das Institut für Medizinische Informatik. Hier entwickelte er innerhalb eines Fachbereichs für Mathematik, Informatik und Naturwissenschaften u. a. auch das erste Curriculum „Medizinische Informatik“. Da der Diplomstudiengang Informatik an der Universität Hildesheim durch den damaligen Ministerpräsidenten Gerhard Schröder aus Einsparungsgründen geschlossen wurde, wechselte er 1997 an die Technische Universität Braunschweig, wo er erneut ein Institut für Medizinische Informatik aufbaute, das er über seine Emeritierung am 1. Oktober 2003 hinaus ein weiteres Jahr leitete. 
Er war Gründungsmitglied des Berufsverbandes Medizinischer Informatiker (BVMI) e.V., viele Jahre Mitglied des Vorstands, von 2000 bis 2003 Präsident und bis zu seinem Tod Vorsitzender der BVMI-Landesvertretung Niedersachsen und Mitglied des Redaktionsteams der Zeitschrift mdi. Er entwickelte auf der Grundlage des Hildesheimer Modells in Braunschweig ein neues Curriculum „Medizinische Informatik“ für den Fachbereich der „Angewandten Informatik“ und förderte den wissenschaftlichen Nachwuchs sowie jede Art von Fortbildungsveranstaltungen des BVMI, u. a. die Berliner TELEMED auch über seine Emeritierung hinaus. 
Neben vielen verantwortungsvollen Positionen hatte er die Leitung der deutschen Delegationen (DIN) bei CEN/TC251 (Health Informatics) und ISO/TC215 (Health Informatics) übernommen. In Anerkennung seiner Verdienste um den BVMI, insbesondere im Bereich der Aus- und Weiterbildung, und seiner langjährigen verdienstvollen Arbeit in nationalen und internationalen Standardisierungsgremien wurde ihm 2005 die Ehrenmitgliedschaft im BVMI verliehen.